# Mahmudabad
Mahmudabad (o Mahmoodabad) è una suddivisione dell'India, classificata come municipal board, di 41.911 abitanti, situata nel distretto di Sitapur, nello stato federato dell'Uttar Pradesh. In base al numero di abitanti la città rientra nella classe III (da 20.000 a 49.999 persone).

## Geografia fisica
La città è situata a 27° 18' 0 N e 81° 7' 0 E e ha un'altitudine di 135 m s.l.m..

## Società

### Evoluzione demografica
Al censimento del 2001 la popolazione di Mahmudabad assommava a 41.911 persone, delle quali 22.143 maschi e 19.768 femmine. I bambini di età inferiore o uguale ai sei anni assommavano a 7.017, dei quali 3.667 maschi e 3.350 femmine. Infine, coloro che erano in grado di saper almeno leggere e scrivere erano 20.430, dei quali 12.006 maschi e 8.424 femmine.